# Răscoala lui Hmelnițki
Răscoala lui Hmelnițki a fost o rebeliune a cazacilor din Ucraina din 1648–1657 (1654[a]) care s-a transformat într-un război de eliberare ucrainean de sub dominația poloneză. Sub conducerea hatmanului Bogdan Hmelnițki, cazacii zaporojeni, aliați cu tătarii din Crimeea și cu țărănimea locală, au luptat într-o serie de bătălii cu forțele armate și cele paramilitare ale statului polono-lituanian. Urmarea răscoalei a fost încetarea controlului șleahtei poloneze și a arendașilor lor (unii dintre ei evrei) cât și a bisericii catolice în Ucraina.
Răscoala a început ca o rebeliune a cazacilor, dar în curând, lor li s-a alăturat și țărani, burghezi și mici nobili ortodocși din Ucraina, care au avut ca scop final crearea unui stat ucrainean autonom.  Deși răscoala a reușit să anuleze influența poloneză asupra teritoriilor locuite de cazaci, Ucraina a căzut în cele din urmă în sfera de influență a Țaratului Rusiei. 
Pentru Polonia, toate aceste evenimente, la care s-au adăugat conflictele interne și războaiele cu Suedia și Rusia au dus la o scădere pronunțată a puterii Poloniei în această perioadă. Polonezii au numit această perioadă „Potopul”.

## Cadru general

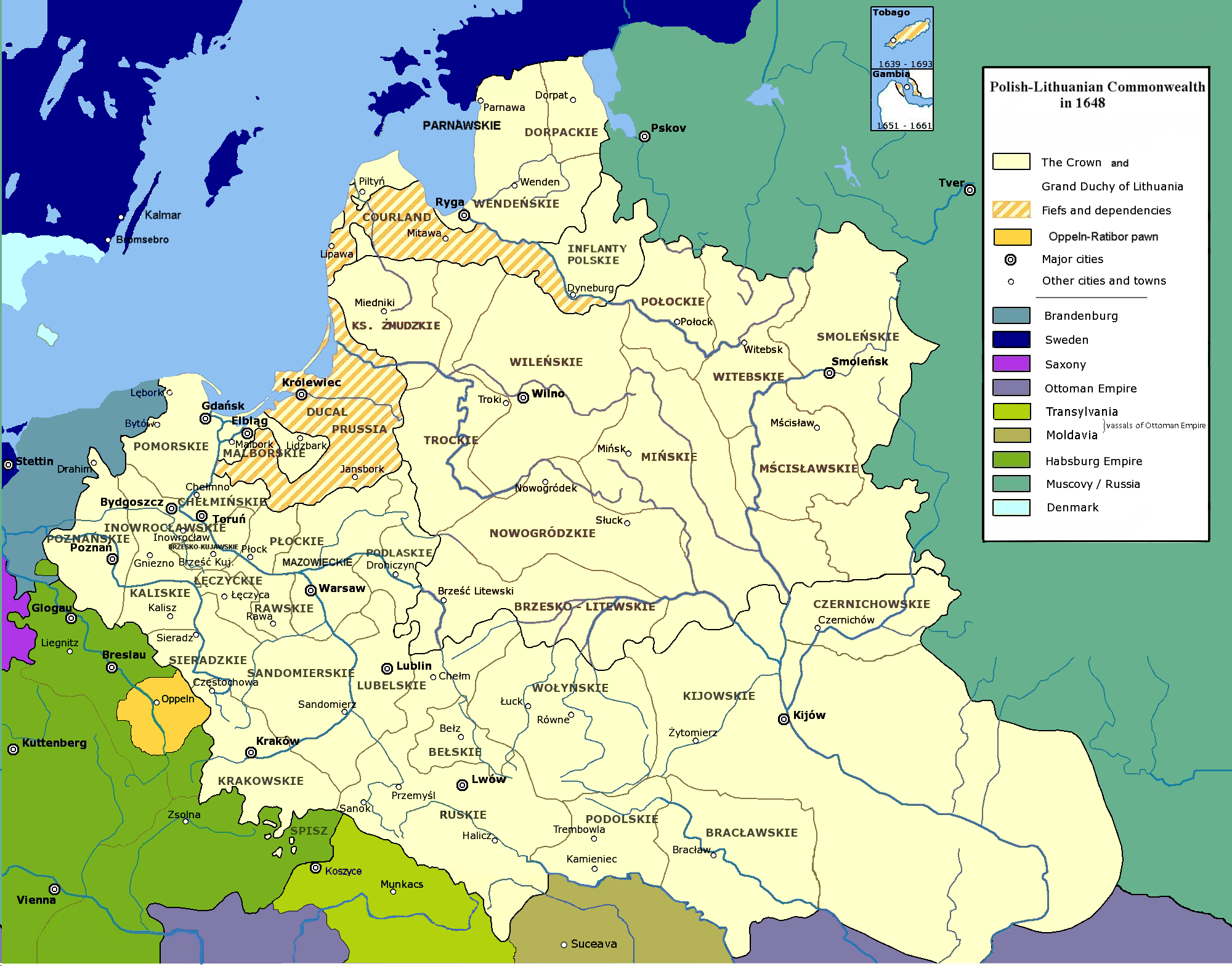
Harta Uniunii statale polono-lituaniene în 1648

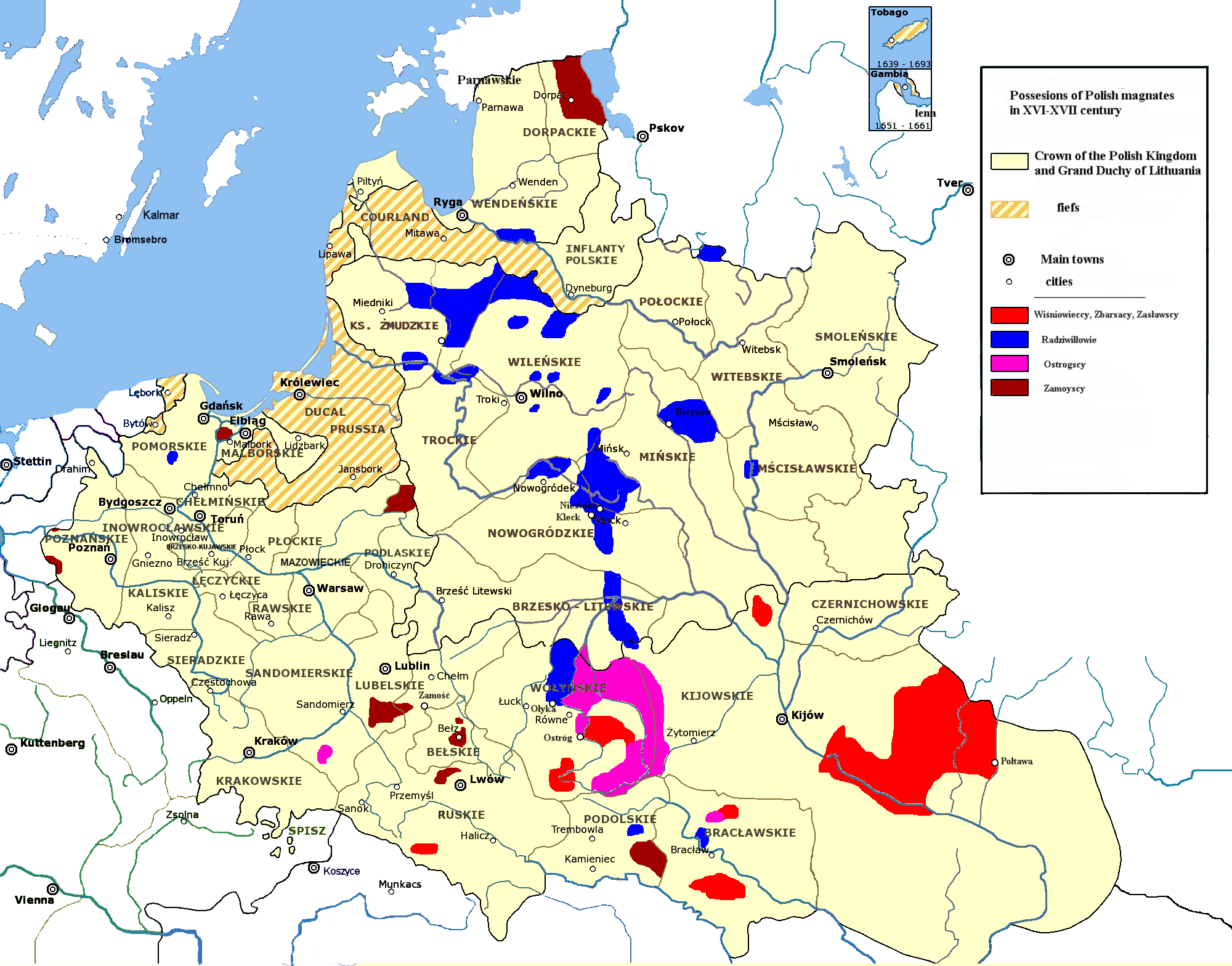
Posesiunile magnaţilor polono-lituanieni în secolele al XVI-lea – al XVII-lea

Odată cu crearea Uniunii polono-lituaniene din 1569, un număr crescând de teritorii rutene au trecut sub controlul puternicii „Republici” nobiliare (Rzeczpospolita). În 1569, Uniunea de la Lublin stabilea că Marele Ducat al Lituaniei controla Rutenia, Galiția–Volînia, Podlasia, Podolia, în timp ce Coroana Regatului Poloniei avea controlul asupra Kievului. Deși nobilimea locală a primit drepturi egale cu ale șleahtei din Rzeczpospolita, asimilarea ei culturală a îndepărtat-o de localnicii săraci. Șleahticii locali, împreună cu magnații polono-lituanieni, exploatau fără milă rutenii săraci, deseori prin intermediul unor arendași evrei. În plus, în regiune a avut loc o puternică mișcare misionară contrareformistă, iar biserica locală ortodoxă a fost supusă unor mari presiuni. 
Pe de altă parte, Biserica Ortodoxă locală se afla sub puternica presiune a Marelui Ducat al Moscovei încă din 1448. Rusia căuta să ocupe teritoriile sudice ale Rusiei Kievene, proclamându-se succesorul de drept al acestui din urmă stat. După Căderea Constantinopolelui, mitropolitul Moscovei a fost proclamat Patriarh al „Moscovei și al tuturor rușilor”. 
În anul 1596 mitropolitul ortodox de Kiev a semnat Uniunea de la Brest, prin care a intrat în comuniune cu Biserica Romano-Catolică. Campaniile militare conduse de Bogdan Hmelnițki împotriva Uniunii statale polono-lituaniene au speculat disensiunile religioase, fapt care a dus la victime deopotrivă în tabăra unionistă (arhiepiscopul Iosafat Kunțevici), cât și în tabăra antiunionistă (călugărul Atanasie de la Brest).

## Rolul lui Hmelnițki

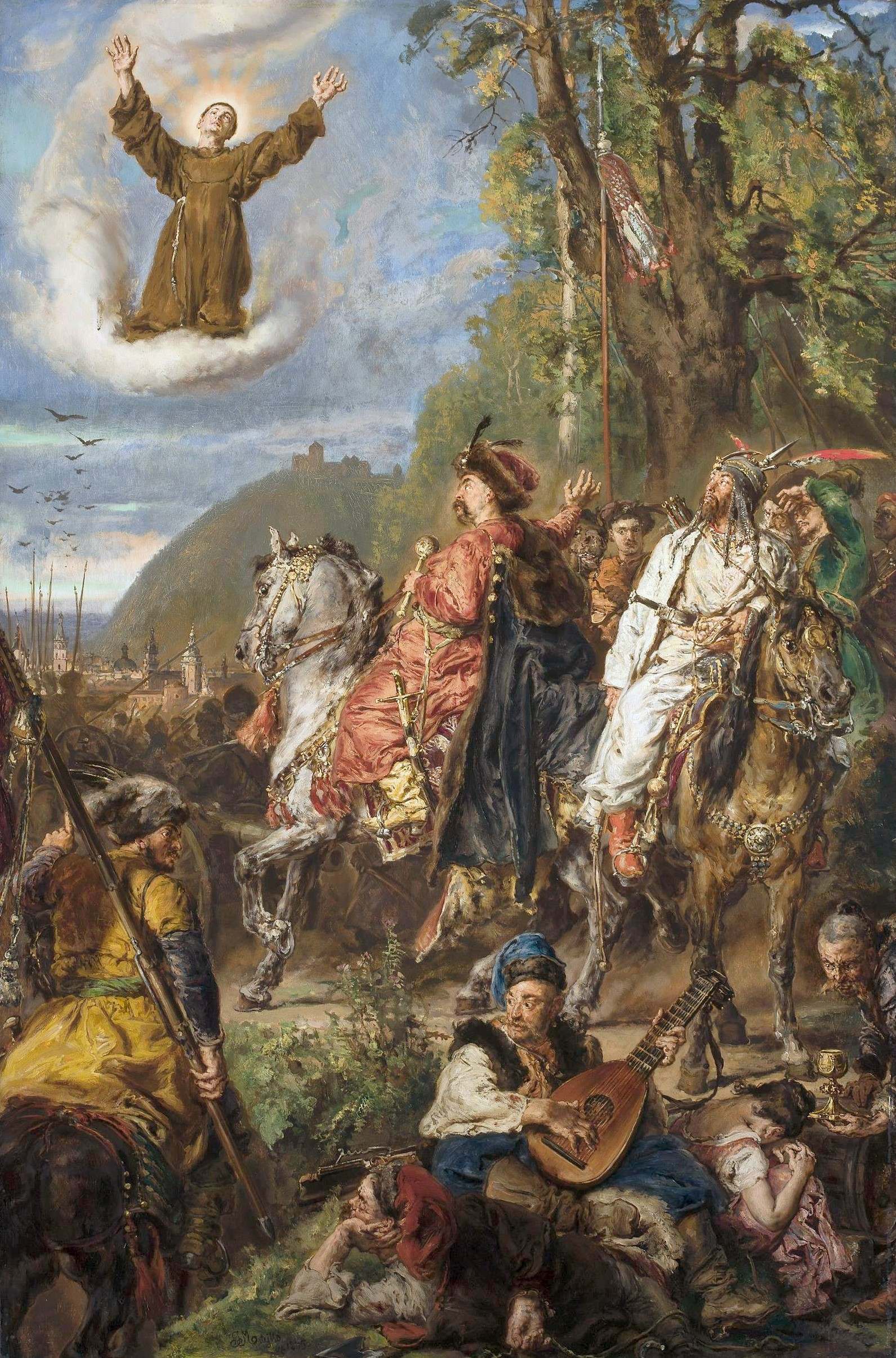
Bogdan Hmelnițki (în stânga) și Tugai Bei (în dreapta) la Lvov, pictură de Jan Matejko

Bogdan Hmelnițki era fiul unui nobil ucrainean, care a primit o educație solidă într-un institut iezuit de învățământ. La vârsta de 22 de ani, el s-a alăturat tatălui său, intrând în slujba Rzeczpospolitei, participând la luptele împotriva Imperiului Otoman. După ce a fost luat prizonier de turci și a fost eliberat, s-a reîntors în serviciul activ militar, fiind înscris în registrele cazacilor. El s-a stabilit la Subotiv, împreună cu familia sa numeroasă. Hmelnițki a luptat sub comanda marelui hatman al Coroanei Stanisław Koniecpolski, a condus delegații ale cazacilor la curtea regelui Władysław al IV-lea Vasa și și-a câștigat un bun renume în rândurile cazacilor. Viața sa a luat o nouă întorsătură după moartea hatmanului Stanisław Koniecpolski, când moștenitorul acestuia, Aleksander Koniecpolski, a încercat să ocupe moșia lui Hmelnițki. În 1647, starostele (șeful administrației locale regale) din Cihirin, Daniel Czapliński, a început să-l hărțuiască în mod deschis pe Hmelnițki, pentru a-l ajuta pe tânărul Koniecpolski să intre în posesia moșiei Subotiv. Czapliński a ordonat executarea a două raiduri împotriva Subotivului, în timpul cărora s-au produs mari pagube proprietății lui Hmelnițki, iar fiul său, Iuri, a fost bătut. Pentru a-și salva familia, Hmelnițki s-a refugiat în casa unei rude din Cihirin. El a obținut două audiențe la rege, dar hotărârile monarhului nu au fost respectate de puternicul magnat Koniecpolski. 
După ce nu a primit ajutorul așteptat din partea oficialilor polonezi, Hmelnițki a căutat sprijinul prietenilor și subordonaților cazaci. Cum cazacii erau tratați incorect de către polonezi, Hmelnițki a găsit ajutor nu doar în cadrul regimentului său, dar în cadrul întregii armate zaporojene. În toamna anului 1647, Hmelnițki a călătorit de la un regiment la altul, consultându-se cu diferiți lideri cazaci din toată Ucraina. Autoritățile poloneze au început să-l suspecteze pe Hmelnițki că organizează o rebeliune și l-au arestat. Camarazii cazaci l-au ajutat însă pe Hmelnițki să evadeze, iar acesta din urmă, împreună cu un grup de credincioși, a plecat la Siciul Zaporojean. 
Cazacii erau în pragul revoltei, după ce planurile regelui polonez pentru un nou război cu turcii fuseseră respinse de Seim. Cazacii erau nerăbdători să reia atacurile tradiționale împotriva Imperiului Otoman, atacuri care le aduceau câștiguri importante. Pacea dintre Polonia și Imperiul Otoman îi oprea să reia activitățile piraterești. (În primele decenii ale secolului al XVII-lea, cazacii au efectuat raiduri împotriva orașelor otomane de pe țărmul Mării Negre aproape în fiecare an). 
Această răscoală a cazacilor s-ar fi putut stinge la fel precum alte rebeliuni ale lor, precum răscoala din 1637–1638 de exemplu, dar diferența a fost făcută de geniul lui Hmelnițki. Bogdan Hmelnițki (care participase și la răscoala din 1637) și-a dat seama că trupele de cazaci au o infanterie excelentă, dar nu pot nici pe departe să rivalizeze cu cavaleria poloneză, care la acea vreme se număra printre cele mai bune din Europa. Totuși, Hmelnițki a reușit să combine eficiența infanteriei cazacilor cu mobilitatea cavaleriei tătarilor, contrabalansând forța uriașă a cavaleriei grele poloneze, ceea ce a permis răsculaților să obțină o serie de victorii. 
Hmelnițki a reușit să reaprindă resentimentele a peste o sută de ani de conflicte cazaco-tătare. Hmelnițki a acceptat să plătească ajutorul tătarilor în sclavi, inițial prizonieri polonezi, iar mai târziu și evrei, (care se mutaseră în Ucraina în număr mare după 1569). 

## Răscoala
Pe 25 ianuarie 1648, Hmelnițki a ajuns la Siciul Zaporijian în fruntea unui contingent de 300 – 500 de cazaci, care au dezarmat rapid soldații loiali Poloniei, care păzeau intrarea. Odată instalat la Sici, calitățile oratorice și diplomatice ale lui Hmelnițki au făcut ca rutenii oprimați să se alăture rapid mișcării sale. După respingerea de către cazaci a unei încercări a trupelor polono-lituaniene de recucerire a Siciului, noi recruți s-au adăugat răsculaților. Cazacii l-au ales pe Hmelnițki hatman la sfârșitul lunii. Noul hatman a depus eforturi remarcabile pentru recrutarea de noi luptători. El a trimis o ambasadă în Crimeea, invitându-i pe tătarii din Crimeea să se alieze cu cazacii în lupta împotriva inamicului comun, statul polono-lituanian. 
Fie pentru că a subestimat amploarea rebeliunii,, fie pentru ca a dorit o reacție foarte rapidă, care să împiedice răspândirea revoltei,, marele hatman al Coroanei Marcin Kalinowski a trimis o armată formată din 3.000 de oameni, sub comanda lui Stefan Potocki, să zdrobească forțele lui Hmelnițki, fără să  mai aștepte ajutorul oferit de principele  Jeremi Wiśniowiecki. Hmelnițki s-a grăbit să iasă în întâmpinarea inamicului. Cazacii au câștigat o mare victorie la Jovti Vodi (Apele Galbene). În această bătălie, o bună parte a cazacilor înregistrați aflați în slujba polonezilor au trecut de partea răsculaților. Această victorie a fost urmată de cea de la Korsun, în timpul căreia mai mulți lideri militari polonezi, printre care Potocki și Kalinowski au fost luați prizonieri de către tătari. 
Situația a devenit dramatică pentru  Rzeczpospolita: forțele sale armate pierduseră un mare număr de oameni și câțiva lideri militari de frunte, iar regele Władysław al IV-lea Vasa a murit, lăsând Polonia fără conducător într-un moment dificil. Șleahticii au început să-și părăsească proprietățile în fața atacurilor răsculaților, în vreme ce armata lui Hmelnițki se îndrepta spre vest. 
Cazacii și-au oprit marșul la Bila Țerkva, unde hatmanul lor a emis o listă de cereri adresată Coroanei poloneze, printre care se aflau creșterea numărului de cazaci înregistrați, retrocedarea bisericilor luate de la ortodocși și plata salariilor cuvenite cazacilor, restante pe cinci ani.. 
În acest moment, veștile despre izbucnirea unor revolte ale țăranilor l-au pus pe gânduri pe Hmelnițki, care era de origine nobilă. Până la urmă însă, după ce a pus cap la cap toate informațiile cu privire la situația din țară și după ce s-a sfătuit cu consilierii săi, hatmanul a ajuns la concluzia că toate acestea nu fac decât să creeze condițiile necesare pentru obținerea autonomiei. Deși resentimentele lui Hmelnițki împotriva șleahtei poloneze și a magnaților au ajutat la radicalizarea poziției sale, ambiția sa de a deveni conducătorul rutenilor a fost cea care a făcut ca el să transforme o simplă rebeliune într-o mișcare de eliberare națională. Hmelinițki și-a unit forțele de cazaci cu cele ale țăranilor răsculați și a reușit să provoace a înfrângere grea armatelor poloneze la Piliavți/Piławce. 

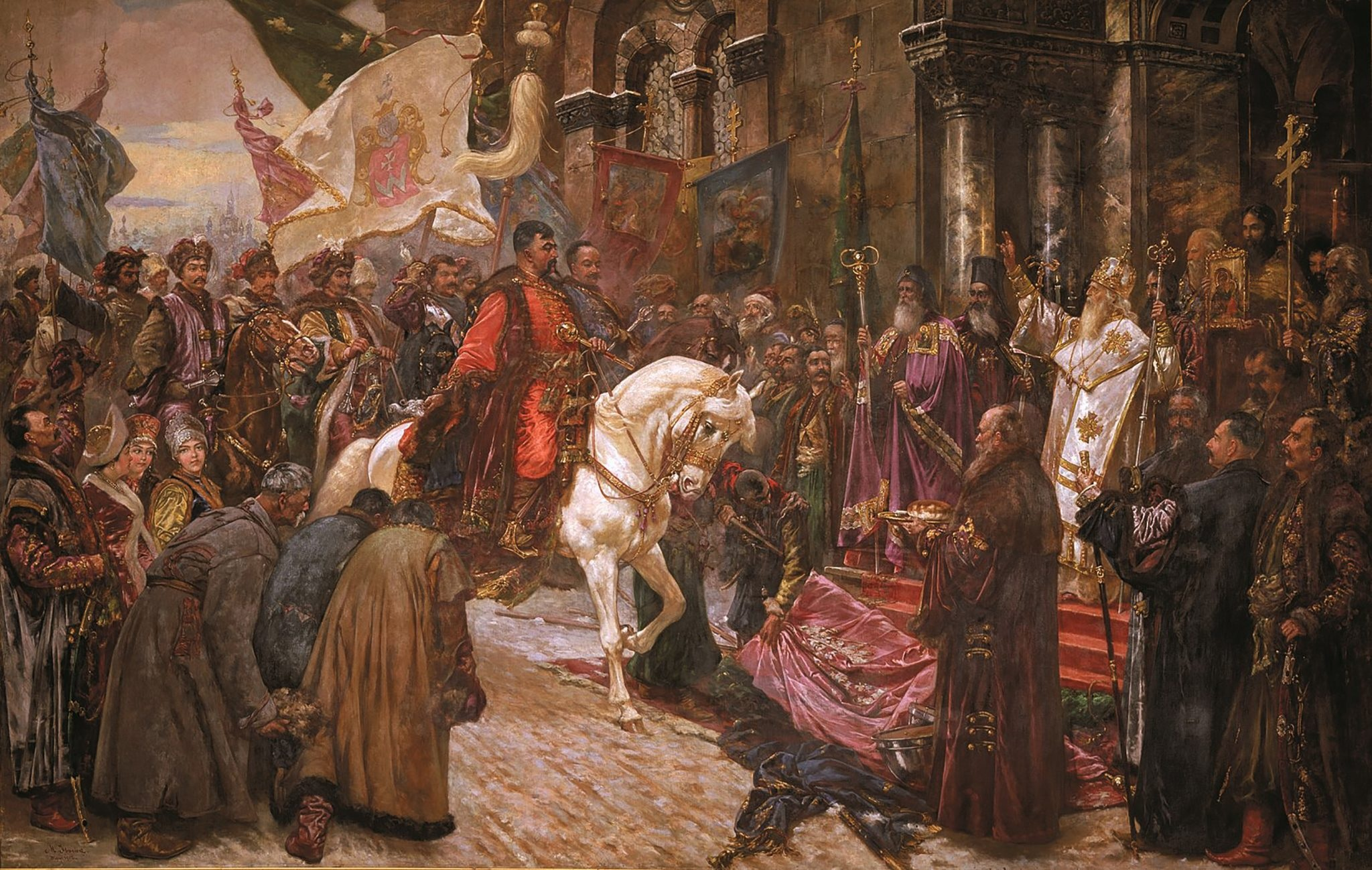
„Intrarea lui Bogdan Hmelnițki în Kiev”

Hmelnițki nu a asediat Lvovul, primind în schimb o răscumpărare de 200.000 de guldeni. El și-a stabilit tabăra la Zamość, unde a așteptat alegerea unui nou rege. Atunci când a fost sigur că noul rege, Ioan Cazimir al II-lea, era dispus să-i lase mână liberă în Rutenia, Hmelnițki și-a făcut o intrare triumfală în Kiev în ziua de Crăciun a anului 1648. 
În ziua de Crăciun a anului 1648, Hmelnițki și-a făcut o intrare triumfală în Kiev, unde a fost salutat ca „Moise, salvatorul, mântuitorul și eliberatorul poporului din captivitatea poloneză ...  ilustrul  cârmuitor al rusinilor”. În februarie 1649, în timpul negocierilor ce delegația poloneză condusă de senatorul Adam Kysil, negocieri ținute la  Pereiaslav, Hmelnițki a declarat că el este „unicul autocrat al rusinilor” și că are „suficientă putere în Ucraina, Podolia și Volînia... în pământurile sale și în principatul care se întind până la Lviv, Chełm și Halici”. Pentru delagația poloneză a devenit clar că Hmelnițki se erijase nu doar în poziția de lider a cazacilor zaporijieni, ci al întregii Ucraine și prezenta pretenții pentru moștenirea Rusiei Kievene. Într-un panegiric în onoarea lui Hmelnițki se subliniază că „Atâta vreme cât în Polonia este rege Jan al II-lea Kazimierz Waza, în Rusinia este hatman Bogdan Hmelnițki”..
După bătăliile de la Zbaraj/Zbaraż și Zboriv/Zborów, Hmelnițki a câștigat numeroase privilegii pentru cazaci, ca urmare a semnării Tratatului de la Zboriv. La un moment dat însă, cazacii au fost abandonați de foștii lor aliați, tătarii din Crimeea, iar armatele lui Hmelnițki au suferit o înfrângere grea în 1651 în Bătălia de la Beresteczko, acesta fiind silit să semneze un tratat defavorabil la Bila Țerkva. Un an mai târziu însă, cazacii și-au luat revanșa în Bătălia de la Batoh.

## Urmări

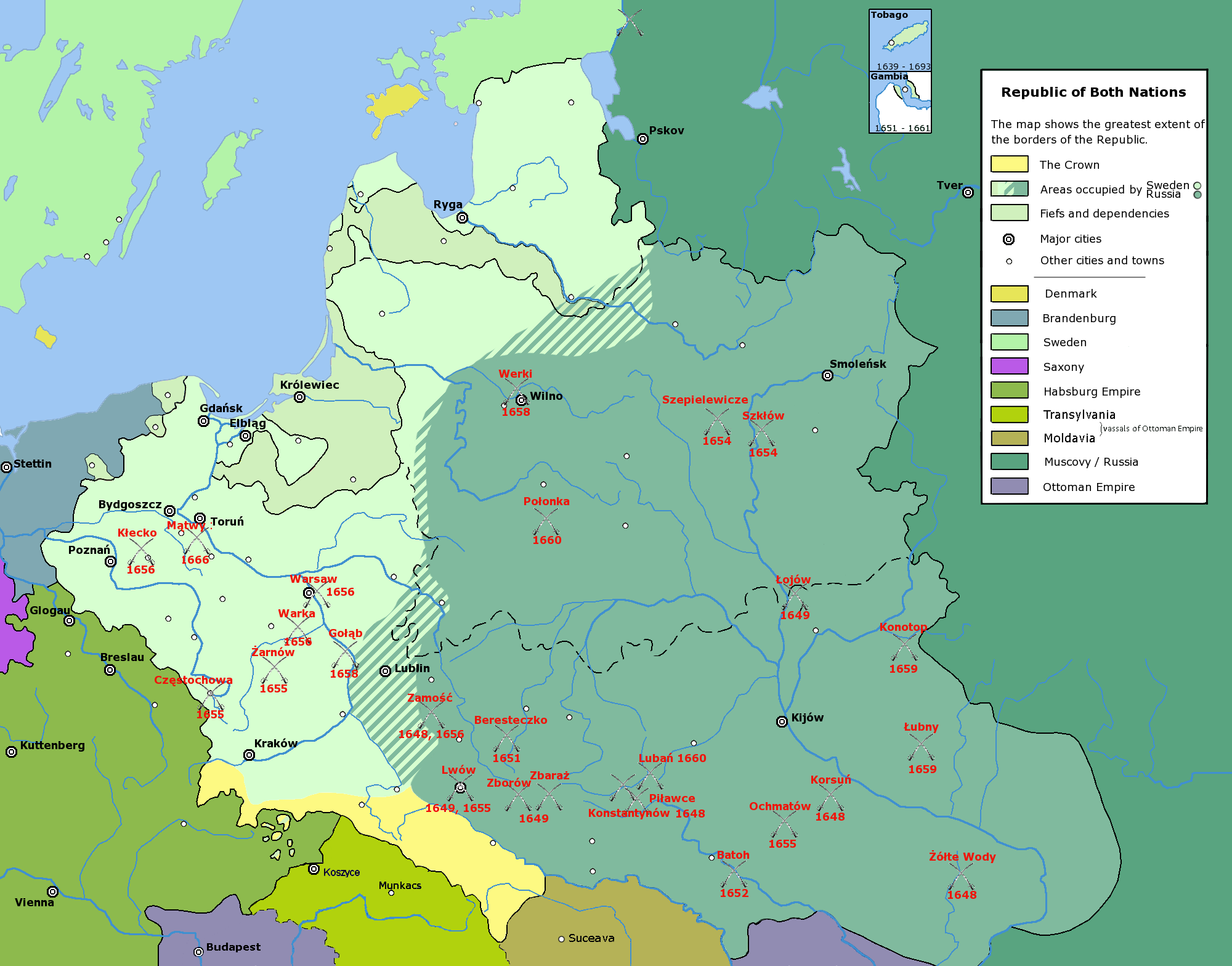
Zonele aflate sub controlul polono-lituanian în timpul Potopului

Într-un răstimp de doar câteva luni, toți nobilii, oficialii și preoții polonezi au fost alungați de pe teritoriul a ceea ce este azi Ucraina. Populația Rzeczpospolitei a scăzut în timpul răscoalei cu aproximativ un milion de oameni. Evreii au fost atacați în mod deosebit, ei fiind cei mai accesibili reprezentanți ai regimului nobiliar polonez. 
Răscoala a fost evenimentul declanșator a ceea ce istoria poloneză numește „Potopul”, (perioadă care include și invazia suedeză), care a eliberat populația ucraineană de sub dominația poloneză, e adevărat, numai pentru a face loc dominației rusești. Ținând seama că țara fusese slăbită în urma luptelor îndelungate, Hmelnițki i-a convins pe cazaci să accepte alianța cu Rusia prin Tratatul de la Pereiaslav, care a dus la izbucnirea unui război ruso-polonez. Deși Rzeczpospolita a încercat să recâștige controlul asupra teritoriilor locuite de cazaci (de exemplu, prin Tratatul de la Hadiaci din 1658), cazacii au devenit mai loiali Rusiei. Odată cu slăbirea continuă a Rzeczpospolitei, cazacii au fost integrați treptat în Imperiul Rus, iar autonomia lor a scăzut până la dispariție. Ultimele privilegii ale cazacilor au fost desființate după încheierea Războiului de șapte ani, în care o parte a cazacilor au luptat de partea Suediei. În momentul în care Polonia a fost împărțită în 1795 între mai puternicii săi vecini, numeroși cazaci părăsiseră în bună parte Ucraina pentru a coloniza Kubanul.

### Pierderi omenești
Amploarea pierderilor omenești din timpul răscoalei lui Hmelnițki variază la diferiți istorici și este un subiect aflat încă în dezbatere. Pierderile de populație din întreaga uniune în anii 1648 – 1667 (o perioadă care cuprinde în afară de răscoala propriu-zisă și războiul ruso-polonez din 1654 – 1667 și invazia suedeză) sunt estimate la aproximativ patru milioane de oameni, (ceea ce corespunde unei scăderi a populație de la 11-12 milioane de oameni la 7-8 milioane).
 

În perioada de până la izbucnirea rebeliunii cazacilor, magnații polonezi au vândut anumite privilegii agricole arendașilor, dintre care mulți erau evrei. Aristocrații au continuat să trăiască departe de moșiile lor, cheltuind banii cuveniți din arendă, lăsând în schimb ca arendașii și colectorii de biruri să devină ținta nemulțumirii și urii țărănimii exploatate. Hmelnițki a declarat că polonezii i-au vândut pe țărani ca sclavi „în mânile blestemaților de evrei”. Cazacii și țăranii răsculați au masacrat un mare număr de orășeni, șleahtici și evrei polonezi și lituanieni în perioada 1648 – 1649. Un martor ocular, Nathan ben Moses Hannover, avea să scrie într-o cronică a vremii: 

Oriunde au găsit șleahtici, oficialități regale sau evrei, ei [cazacii] i-au omorât pe toți, necruțând nici femeile, nici copii. Ei au prădat proprietățile evreilor și nobililor, au incendiat bisericile și le-au omorât preoții, nemailăsând nimic întreg. Era rar individul care nu-și înmuiase mâinile în sânge...

Evreii supraviețuitori s-au refugiat spre vest, unde au întemeiat hasidismul.